# Булгінське сільське поселення
Бу́лгінське сільське поселення (рос. Булгинское сельское поселение) — сільське поселення у складі Охотського району Хабаровського краю Росії.
Адміністративний центр — село Булгін.

## Населення
Населення сільського поселення становить 925 осіб (2019; 1077 у 2010, 1413 у 2002).

## Склад
До складу сільського поселення входять:
| Населений пункт  | Населення, осіб (2002) | Населення, осіб (2010) |
| ---------------- | ---------------------- | ---------------------- |
| Аеропорт, селище | 658                    | 427                    |
| Булгін, село     | 755                    | 650                    |